# Dagmar Olrik

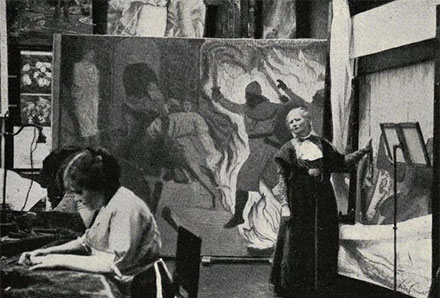
Dagmar Olrik med assistent och gobelänger till Köpenhamns rådhus.

Dagmar Olrik, född den 28 juni 1860 i Köpenhamn, död den 22 september 1932 i Klampenborg, var en dansk gobelängväverska. Hon var dotter till Henrik Olrik samt syster till Benedicte (gift Brummer), Hans, Axel, Jørgen och Eyvind Olrik.
Dagmar Olrik utbildades som målare av fadern och Viggo Pedersen. Hon lärde gobelängväveri i Italien 1900 och hade 1902–1921 vävskola på rådhuset i Köpenhamn. Hon utförde eller restaurerade  med stor konstnärlig och teknisk skicklighet en mängd gobelänger till rådhuset, Frederiksborgsmuseet med mera.